# Typhochrestus sylviae
Typhochrestus sylviae es una especie de araña araneomorfa del género Typhochrestus, familia Linyphiidae. Fue descrita científicamente por Hauge en 1968.
Se distribuye por Noruega. El cuerpo de la hembra mide aproximadamente 1,88 milímetros de longitud. Se ha encontrado a altitudes de hasta 210 m s. n. m.